# Youssoufia
Youssoufia (arabisch اليوسفية, Taschelhit ⵍⵢⵓⵙⵓⴼⵢⵢⴰ) ist eine marokkanische Stadt in der Region Marrakesch-Safi. Sie ist die Hauptstadt der Provinz Youssoufia.

## Lage und Klima
Die Stadt Youssoufia liegt etwa 82 km (Fahrtstrecke) östlich von Safi bzw. 123 km südlich von El Jadida. Marrakesch ist etwa 105 km in südöstlicher Richtung entfernt. Das Klima ist meist trocken und warm; Regen (ca. 250–350 mm/Jahr) fällt überwiegend im Winterhalbjahr.

## Bevölkerung
| Jahr      | 1994   | 2004   | 2014   | 2024   |
| Einwohner | 60.451 | 64.518 | 67.628 | 65.669 |

Der Großteil der in der Landwirtschaft sowie als Kleinhändler, Taxifahrer etc. tätigen Bevölkerung ist berberischer Abstammung. Führende Positionen in Wirtschaft, Handel und Verwaltung sowie im Bank-, Gesundheits- und Bildungswesen liegen in den Händen der arabischstämmigen Bevölkerungsminderheit. Untereinander wird meist Marokkanisch-Arabisch gesprochen.

## Wirtschaft
Haupteinnahmequelle der Provinz und der Stadt ist der Phosphatabbau in der Umgebung und dessen Weiterverarbeitung. Durch ihren Status als Provinzhauptstadt wurden auch Arbeitsplätze in der Verwaltung geschaffen; darüber hinaus gibt es in der Stadt eine Universität.

## Geschichte
Die Stadt Youssoufia wurde erst im Jahr 1931 von den französischen Kolonialherren nach der Entdeckung reicher Phosphatvorkommen in der Umgebung gegründet. Nach der Neuschaffung der gleichnamigen Provinz im Jahr 2009 wurde die Stadt Provinzhauptstadt.

## Sehenswürdigkeiten
In der neuen, aber staubigen und wenig attraktiven Stadt gibt es keinerlei historisch oder kulturell bedeutsame Sehenswürdigkeiten.